# La Parota, Malinaltepec
La Parota är en ort i Mexiko.   Den ligger i kommunen Malinaltepec och delstaten Guerrero, i den sydöstra delen av landet, 270 km söder om huvudstaden Mexico City. La Parota ligger 880 meter över havet och antalet invånare är 169.
Terrängen runt La Parota är kuperad åt sydväst, men åt nordost är den bergig. Terrängen runt La Parota sluttar söderut. Runt La Parota är det ganska glesbefolkat, med 45 invånare per kvadratkilometer. Närmaste större samhälle är Tilapa, 3,7 km nordost om La Parota. Omgivningarna runt La Parota är en mosaik av jordbruksmark och naturlig växtlighet.